# Martin Arutiunian
Martin Arutiunian (ros. Мартин Карапетович Арутюнян, orm. Մարտին Կարապետի Հարությունյան, ur. 10 lutego 1928 we wsi Borisowka w rejonie sisianskim w Armeńskiej SRR, zm. 15 listopada 2010 w Erywaniu) – radziecki metalurg, działacz partyjny i związkowy narodowości ormiańskiej, Bohater Pracy Socjalistycznej (1981).

## Życiorys
Od 1944 do 1949 studiował w Erywańskim Instytucie Politechnicznym, po czym został inżynierem i w 1950 starszym inżynierem, a w 1953 szefem odlewni i potem (do 1973) głównym metalurgiem Armeńskich Zakładów Elektromaszynowych "Armelektrozawod" im. Lenina Ministerstwa Przemysłu Elektrotechnicznego ZSRR. Jednocześnie od 1963 do 1973 był adiunktem Wydziału Górnictwa i Metalurgii Erywańskiego Instytutu Politechnicznego. W 1965 ukończył studia na Wydziale Metalurgicznym Leningradzkiego Zaocznego Instytutu Politechnicznego, od 1973 do 1976 był dyrektorem zakładów "Centrolit" Ministerstwa Przemysłu Budowy Statków i Industrialnego ZSRR w Czarencawanie, 1976-1977 zastępcą kierownika Wydziału Przemysłu i Transportu KC Komunistycznej Partii Armenii, następnie I sekretarzem radzanskiego rejonowego komitetu KPA. Od 1983 do 1991 był przewodniczącym Rady Związków Zawodowych Armeńskiej SRR, jednocześnie 1980-1985 deputowanym do Rady Najwyższej Armeńskiej SRR, od 1984 do 1989 deputowanym do Rady Najwyższej ZSRR, a 1989-1991 deputowanym ludowym ZSRR. Od 1992 do 2007 był przewodniczącym Konferencji Związków Zawodowych Armenii, następnie jej honorowym przewodniczącym. Napisał 45 prac naukowych.

## Odznaczenia
- Medal Sierp i Młot Bohatera Pracy Socjalistycznej (16 marca 1981)
- Order Lenina (dwukrotnie, 20 kwietnia 1971 i 16 marca 1981)
- Order „Znak Honoru” (3 marca 1976)
- Medal „Za pracowniczą dzielność” (22 sierpnia 1966)

I inne.